# 34017 Geeve
34017 Geeve è un asteroide della fascia principale. Scoperto nel 2000, presenta un'orbita caratterizzata da un semiasse maggiore pari a 2,778510 UA e da un'eccentricità di 0,084357, inclinata di 1,759187° rispetto all'eclittica. Ha un diametro di 6,350 km e un'albedo di 0,053.
Fa parte della famiglia di asteroidi Astrid.